# Electronic Battle Weapon 8
Electronic Battle Weapon 8 è l'ottava traccia dell'Electronic Battle Weapon promos realizzato dai The Chemical Brothers.
Le serie furono create per DJs affinché potessero testarle nelle discoteche. 
Una versione rivisitata e più corta di "Electronic Battle Weapon 8" fu successivamente inserita nell'album We Are the Night con il titolo Saturate.
Uscito il 1º maggio 2006 è di genere Electro House / Big beat.

## Tracce
1. "Electronic Battle Weapon 8" - "Saturate"